# 8247 Cherylhall
A 8247 Cherylhall (ideiglenes jelöléssel (8247) 1979 SP14) egy kisbolygó a Naprendszerben. Schelte J. Bus fedezte fel 1979. szeptember 20-án.